# Туйлиев, Сухан Аллыевич
Сухан Аллыевич Туйлиев (туркм. Suhan Allyýewiç Tüýliýew; род. 7 июня 1956 года) — туркменский композитор, музыковед, этнограф и педагог. Заслуженный деятель искусств Туркменистана (2009).

## Биография
Родился 7 июня 1956 года в сельском совете Верхние Сухты Иолотанского района Марыйской области Туркменской ССР. 

В 1972, в 16 лет, Сухан стал учащимся отделения хорового дирижирования Туркменского государственного музыкального училища имени Данатара Овезова (класс Г. С. Држевского). 

В 1981 году, Сухан Туйлиев окончил Туркменский государственный педагогический институт искусств в г. Ашхабад по специальности композиция (сочинение — класс профессора Вели Мухатова; оркестровка — класс профессора Реджеп Аллаярова). 

В 1982 году он стал членом Союза композиторов СССР. 

В 1985—1987 году, Туйлиев учился в ассисентуре-стажировке при Московской государственной консерватории им. П. И. Чайковского по специальности композиция (класс профессора М. И. Чулаки и профессора Ю. А. Фортунатова). В те годы на формировании творческой индивидуальности С. Туйлиева благоприятное влияние также оказали занятия с композитором и педагогом А. И. Головиным. 

В 1993 году Сухан Туйлиев закончил аспирантуру по специальности музыковедение в Институте истории Академии Наук Туркменистана (научный руководитель профессор Т. Б. Гафурбеков).
Сухан Туйлиев как композитор работает в симфоническом, вокально-симфоническом, камерно-вокальном и камерно-инструментальных жанрах. Богатый опыт в области народного творчества, накопленный с детских лет, чуткое и глубокое проникновение в природу национальной музыки и ее выразительных средств составляют движущую силу творческого кредо композитора и ученого, педагога и гражданина. Он создал свой музыкальный мир, в котором выразил собственные образы и мысли, природу родного края, запах песков и созерцание пейзажа, гул ветра и дыхание туркменской земли. И в каждом звуке и ритме слышится слияние композитора с поэзией родного края, живое ощущение народного искусства.
В настоящее время Сухан Туйлиев работает старшим преподавателем на кафедре «Композиция и оркестровка» Туркменской национальной консерватории имени Маи Кулиевой.

## Творчество
Cухан Туйлиев по профессии композитор, более тридцати лет занимается изучением теоретических особенностей туркменской народной музыки. Композиторская и научная деятельности взаимно дополнили его творчество.
Композиторская профессия способствовала постижению тайн композиции народной музыки, а знакомство с народной музыкой помогло ему в творчестве — в создании произведений по духу и структуре близких к народной музыке. Сухан Туйлиев сделал весомый вклад в развитие туркменской музыки благодаря глубокому проникновению в недры народной музыки и использованию ее достижений в композиторском и научном творчестве.
"Композитор, музыковед, этнограф, Туйлиев блестящее владеет материалом. Поистине энциклопедические знания автора производят сильнейшее впечатление, " пишет во вступительном слове к научной монографии Сухана Туйлиева «Теория туркменской музыки» доктор искусствоведения, профессор Владимир Гуревич. «В поле зрения Туйлиева попали сотни сочинений разных жанров, он знает их изнутри, умеет разглядеть и — главное! — расслышать в них тот внутренний подтекст, который и составляет суть истинного творческого акта. Устанавливая и прослеживая связи фольклорных напевов и их профессионального композиторского воплощения, он демонстрирует широкий спектр аналитических приемов, сочетая обобщенно эстетический подход с детальным анализом конкретных произведений. Чувствуется, что исследование это — не просто итог периода научных изысканий, а дело всей жизни ученого. …Его выдающийся труд, станет, бесспорно, важнейшей вехой истории национальной науки и искусства.»
"Его [прим. Сухана Туйлиева] творчество насчитывает большое количество сочинений различных жанров и форм. И в каждом из них обнаруживается индивидуальный почерк, особый стиль автора, неразрывно связанный с корнями туркменского традиционного искусства, " пишет Лейла Бабаева, музыковед, старший преподаватель Туркменской национальной консерватории имени Маи Кулиевой.
«Образное содержание музыки композитора широко. Это-патриотическая тематика вокально-симфонического жанра, сочинения философской направленности, произведения для детей. Образы родной земли и истории, картины природы, жанровые и пейзажные зарисовки. Тонкий лиризм присутствует во многих его произведениях, что говорит о глубоком постижении истоков национальной культуры через свое собственное мироощущение.»

## Научная и педагогическая деятельность
Сухан Туйлиев является автором учебников «Основы теории музыки» (на туркменском языке, 2008 г.), «Теория туркменской музыки» (на туркменском языке, 2014 г.), а также, в соавторстве с преподавателями Туркменской национальной консерватории, учебников «Анализ произведений туркменских композиторов» (2014 г.) и «Анализ музыкальных произведений» (2017 г.) на туркменском языке. Из них, в «Теории туркменской музыке» исследуется теоретические особенности туркменской народной музыки и ее влияние на современное профессиональное композиторское творчество.
Под научной редакцией С. Туйлиева издан на туркменском языке широко известный труд В. Успенского и В. Беляева «Туркменская музыка» в двух томах.

## Сочинения
Симфонические, вокально-симфонические, камерно-инструментальные, камерно-вокальные и другие жанры.

#### Симфонические произведения
- Симфония,
- «Поэма»,
- «Увертюра»,
- Симфоническая поэма «Бентлер»,
- «Пендинские напевы — 1» для камерного оркестра в двух частях,
- «Пендинские напевы — 2» для гаргы-тюйдука и струнного оркестра в трех частях,
- Музыкальная легенда «Узуклар»: пятичастный цикл для чтеца, флейты, гобоя, кларнета, скрипки и симфонического оркестра,
- «Гозелим» для виолончели и симфонического оркестра в двух частях.

#### Вокально-симфонические произведения
- «У Вечного огня» кантата на стихи Н. Реджепова, для чтеца, солистов, хора и симфонического оркестра в четырех частях,
- «Песнь о мире» кантата на стихи А. Алланазарова и А. Тагана, для хора и симфонического оркестра в трех частях,
- «Благоденствие» кантата на стихи А. Атабаева, для солиста, хора, гаргы-тюйдука, гопуза и симфонического оркестра,
- «Türkmen binasy» ода на стихи Махтумкули, для чтеца, солиста, хора и симфонического оркестра,
- «Berkarar döwletiň bahary» ода на стихи А. Атабаева, для солиста, хора и симфонического оркестра.
- «Türkmennama» ода на стихи Н. Реджепова, для чтеца, солистов, хора и симфонического оркестра

#### Сочинения для фортепиано
- «Драматические вариации»
- Соната № 1 (памяти Кёр-Годжалы)
- Соната № 2
- «Körpelere» цикл из 5 пьес для детей

#### Песни, романсы
- «Ezizim» на стихи А. Таганова
- «Sensiz» на стихи И. Нурыева
- «Magşugyň aýdymy» на стихи Н. Реджепова
- «Ýol aýdymy» (Aşyk-magşugyň aýdyşygy) на стихи И. Нурыева
- «Söýgi romansy» на стихи И. Нурыева
- «Ne işiň?» на стихи И. Нурыева
- «Güýz» на стихи Г. Эзизова
- «Uruşdan gelmedik agam» на стихи И. Нурыева
- «Nejoldy?» на стихи Г. Хановой
- «Hökümdar hem halypa hakynda hekaýat» на стихи Дж. Румы
- «Dünýe, heý!» цикл из трех частей на стихи Махтумкули.

#### Хоровые песни для детей
- «Güneşli gämi» на стихи А. Алланазарова
- «Şarlaryň biri meniňki» на стихи А. Алланазарова
- «Gül ülkämiň suraty» на стихи К. Нурбадова
- «Hüwdi» на стихи И. Нурыева
- «Kebelek» на стихи Дж. Мулкиева
- «Pyşbaga synagy» на стихи А. Алланазарова
- «Sary gawun» на стихи А. Алланазарова
- «Barýar, barýar pyşbaga» на стихи А. Алланазарова
- «Güýz gelipdir» на стихи А. Алланазарова
- «Bilbil saýranda» на стихи А. Аннамырадова
- «Gün hakynda aýdym» на стихи А. Алланазарова
- «Ogry pişik näme iýer?» на стихи А. Алланазарова
- «Men dorja taý» на стихи А. Алланазарова
- «Sanawaç» на стихи А. Алланазарова
- «К бабушке» на стихи А. Алланазарова
- «Meniň dostlarym» цикл из 6 частей на стихи А. Алланазарова
- «Çöl rowaýaty» цикл песен а-капелла из 4 частей на стихи Дж. Мулкиева

#### Хоровые произведения
- «Jan Türkmenistan» на стихи К. Реджепова
- «Ýaşyl tugly esgerler» на стихи А. Акмырадова
- «Gelin gelýär» на стихи И. Нурыева
- «Durna hakynda aýdym» на стихи Г. Эзизова
- «Ynsanperwerlik» цикл песен а-капелла из 3 частей на стихи С. Ниязова.

## Основные научные труды

#### Кандидатская диссертация
«Особенности туркменской народной музыки и их влияние на композиторское творчество»
(работа готова к защите).

#### Монография
«Теория туркменской музыки» (на русском языке, рукопись находится в печати).

#### Научный редактор
Туйлиев, Сухан, научный редактор. «Туркменская Музыка» В. Успенского и В. Беляева, изданный на туркменском языке в двух томах. Туркменская государственная издательская служба, 2016.

#### Учебники
- «Основы теории музыки» (на туркменском языке, 2008 г.)
- «Теория туркменской музыки» (на туркменском языке, 2014 г.)
- «Анализ произведений туркменских композиторов» (на туркменском языке, в соавторстве с преподавателями Туркменской национальной консерватории, 2014 г.)
- «Анализ музыкальных произведений» (на туркменском языке, в соавторстве с преподавателями Туркменской национальной консерватории, 2017 г.)

#### Более 40 научных и научно-популярных статьей (5 выборочно)
- Туйлиев С., Музыка // Туркменистан (малая энциклопедия). Ашгабат, 1996, стр. 372—374
- Туйлиев С., Tуркменская музыка: традиции и современность. (На турецком языке) // Türkmenistan’da toplum ve kültür. — Ankara: Kültür Bakanliği. 1998, стр. 101—115.,
- Туйлиев С., Проблемы импровизации в туркменской народной музыке. // Türkmen ylmy galkynyş we halkara gatnaşyklar ýolunda. 2011, № 3, стр. 80-95.
- Туйлиев С., Проблемы програмности в туркменской народной музыке и композиторском творчестве. // Beýik Galkynyş eýýamynyň batly gadamlary. 2011, № 3, стр. 135—148.
- Туйлиев С., Отражение тембро-фактурных особенностей туркменских национальных инструментов в композиторском творчестве. // Türkmen ylmy halkara gatnaşyklar ýolunda. 2013, № 3, стр. 146—157.

## Награды
- Лауреат Премии Ленинского комсомола Туркменистана (1991)
- Медаль «За любовь к Отечеству» (1997)
- Заслуженный деятель искусств Туркменистана (2009)

## Семья
Сухан Туйлиев женат на Огулсенем Гаипназаровой (1958 г.), врач. У пары 5 детей (дочери — Мая, Айсенем, Эне; сыновья — Акмырат и Алламырат Туйлиевы) и 8 внуков.